# Aaron Polliack
Aaron Polliack (ur. 12 stycznia 1939 w Kapsztadzie) – izraelski profesor medycyny, hematolog, kierownik kliniki białaczek i chłoniaków uniwersytetu Hadassah w Jerozolimie

## Życiorys
Urodził się w Kapsztadzie w Południowej Afryce, gdzie również ukończył studia medyczne na miejscowym uniwersytecie. Jego rodzina pochodzi z Doksicy koło Wilna, skąd rodzice wyemigrowali w 1929 r. W latach sześćdziesiątych XX w. Aaron Polliack wyjechał do Izraela. Początkowo pracował w Szpitalu Tel-Hashomer w Tel Awiwie. W 1965 zamieszkał w Jerozolimie i rozpoczął pracę w Klinice Hematologii Uniwersytetu Hadassah, gdzie w 1978 uzyskał tytuł profesora, a w 1981 został jej kierownikiem. Profesor Aaron Polliack jest światowej sławy hematologiem, wybitnym znawcą biologii i kliniki białaczek i chłoniaków. Prowadzone przez niego lub pod jego kierunkiem badania naukowe przyczyniły się do lepszego poznania patogenezy tych chorób, a zwłaszcza ich diagnostyki i terapii. Jest założycielem i redaktorem naczelnym międzynarodowego czasopisma Leukemia and Lymphoma oraz redaktorem i autorem wielu monografii z dziedziny hematologii onkologicznej. Był redaktorem serii monografii pt. Lymphoma and Leukemia Reviews i Advances in Hematology/Oncology, wydawanych w Stanach Zjednoczonych i w Wielkiej Brytanii. Jest również autorem lub współautorem ponad 250 publikacji naukowych. Jego liczne prace były publikowane w najlepszych czasopismach hematologicznych na świecie m.in. Nature, American Journal of Hematology, Blood, British Journal of Haematology, Cancer, Leukemia Research i innych. Należy do najbardziej znanych i cenionych hematologów na świecie. Do najważniejszych osiągnięć naukowych profesora A. Polliacka należy zidentyfikowanie kilku anomalii genetycznych odpowiedzialnych za rozwój białaczek. Odkrycia te zmieniły rozumienie biologii tych chorób i przyczyniły się do wprowadzenia nowych leków do ich terapii. Ma on również olbrzymi wkład w opracowanie międzynarodowych standardów diagnostyki i leczenia nowotworów układu krwiotwórczego, zwłaszcza przewlekłej białaczki limfatycznej i białaczki włochato-komórkowej. Szczególne zasługi ma on w opracowaniu metod diagnostycznych białaczek i chłoniaków z zastosowaniem mikroskopu elektronowego i cytometrii.
Był zapraszany przez liczne instytuty naukowe i kliniki jako profesor wizytujący, m.in. przebywał w Instytucie Karolinska, Hammersmith Hospital, Instytucie Sloan Kettering w Nowym Jorku, a także na uniwersytetach w Leeds, Kapsztadzie, Toronto i innych. Był organizatorem i przewodniczącym komitetów naukowych zjazdów, kongresów i konferencji. Poza intensywną pracą naukową i publicystyczną pełnił wiele funkcji na Uniwersytecie w Jerozolimie m.in. w latach 1979–1981 był dziekanem Wydziału Lekarskiego. Przez 3 lata pełnił funkcję Prezydenta Izraelskiego Towarzystwa Hematologów. Jest rzecznikiem pojednania izraelsko-palestyńskiego pomagając w rozwoju opieki medycznej na terenach Autonomii Palestyńskiej.
W 2002 otrzymał tytuł doktora honoris causa Uniwersytetu Medycznego w Łodzi. Na podstawie notatki wydrukowanej podczas uroczystości nadania tytułu doktora honoris causa